# خانه حسینوند ناصری
خانه حسینوند ناصری مربوط به دوره قاجار است و در دزفول، محله ساکیان واقع شده و این اثر در تاریخ ۱۷ اسفند ۱۳۸۱ با شمارهٔ ثبت ۷۹۰۵ به‌عنوان یکی از آثار ملی ایران به ثبت رسیده است.